# Sogamoso
 (septembre 2022).
Sogamoso est une ville du département de Boyacá, en Colombie, la deuxième ville par population. Comme d'autres villes de la région, elle se trouve sur l'altiplano cundiboyacense. 
En 2018, la ville comptait 120 462 habitants.

## Géographie
Sogamoso se situe au centre-ouest du département de Boyacá, à 210 km au nord-ouest de Bogota et à 74,6 km de Tunja, capitale du département.

## Démographie
Selon les données récoltées par le DANE lors du recensement de 2005, Sogamoso compte une population de 114 486 habitants. Au recensement de 2018, toujours par le DANE, la population est de 120 462 habitants.

## Tourisme
- Temple du Soleil, au musée archéologique.

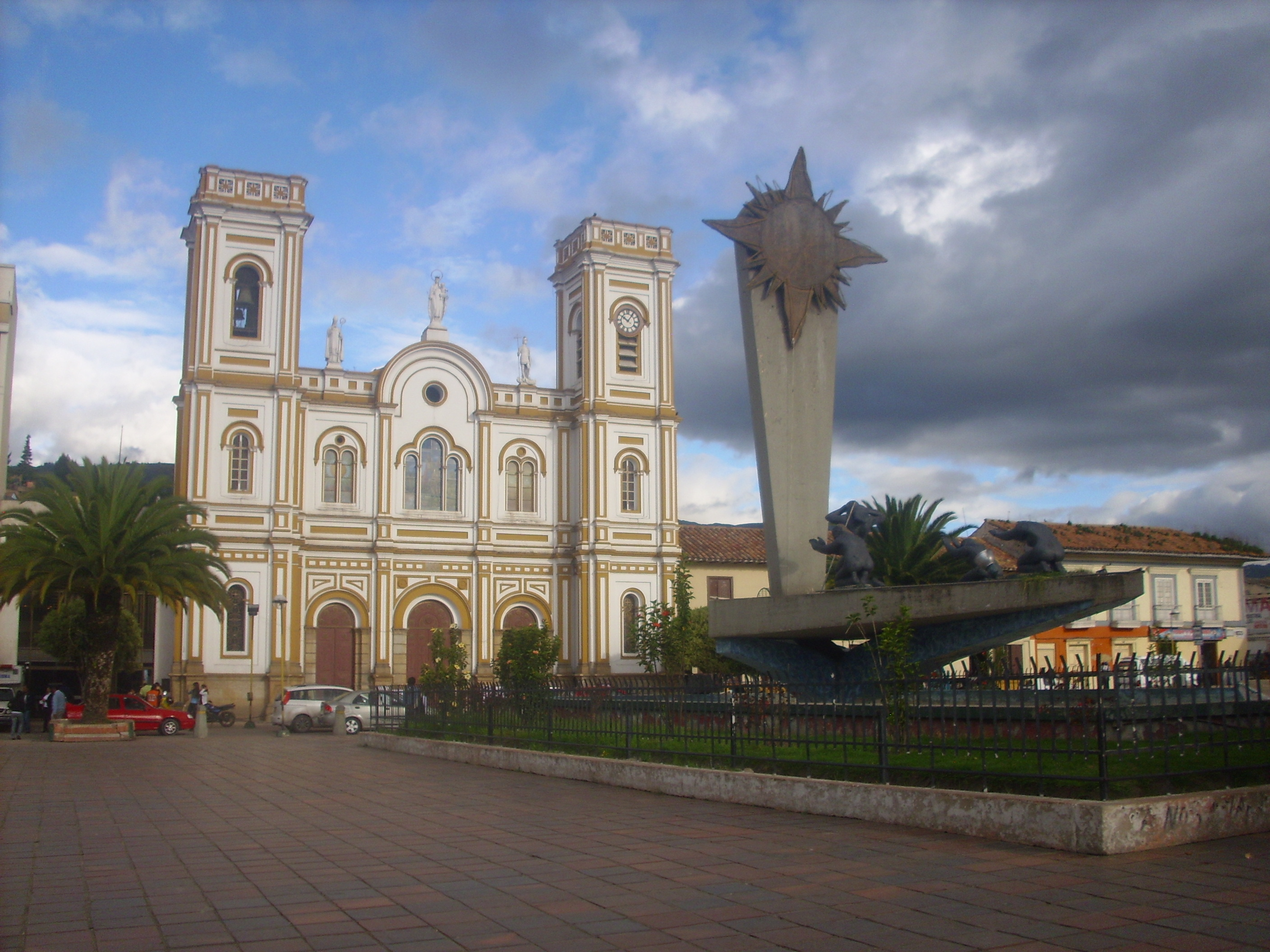
Cathédrale du Soleil (centre-ville)
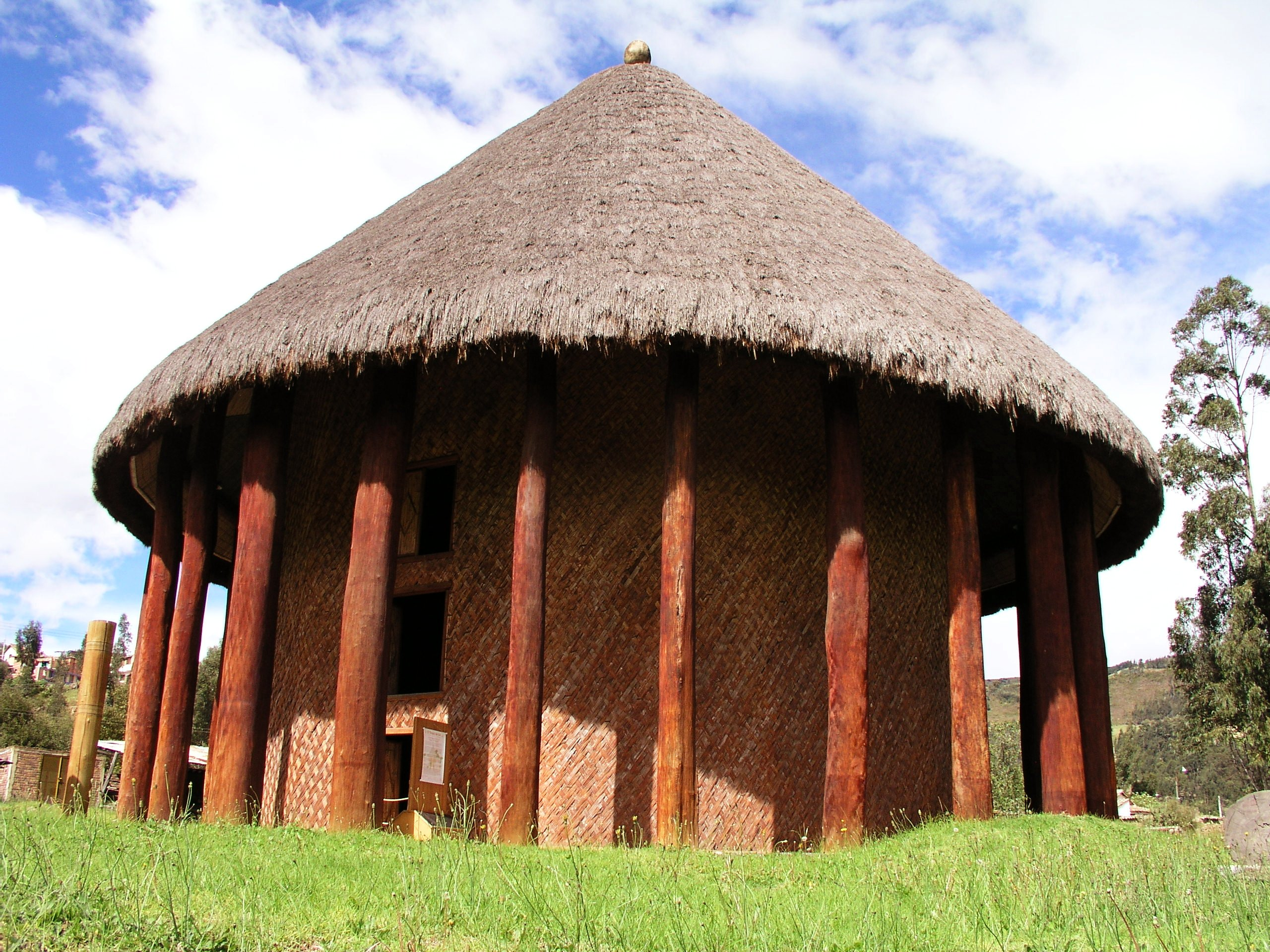
Temple du Soleil

## Liste des maires
- 2012 - 2015 : Miguel Ángel García Pérez
- 2016 - 2019 : Sandro Nestor Condia Pérez. Il est remplacé par Olga Lucía Benavides Vásquez qui assure l'intérim à partir du 2 août 2019 après qu'il a été démis de ses fonctions[3]. Un nouveau maire, Jorge Arturo Mayorga Esguerra, prend ses fonctions le 3 septembre 2019 jusqu'à la fin du mandat[4].
- 2020 - 2023 : Rigoberto Alfonso Pérez[5]

## Personnalités liées à la municipalité
- Rafael Acevedo (1957-) : cycliste né à Sogamoso.
- Fabio Parra (1959-) : cycliste né à Sogamoso.
- Edgar Corredor (1960-) : cycliste né à Sogamoso.
- Henry Cárdenas (1965-) : cycliste né à Sogamoso.
- Álvaro Sierra (1967-) : cycliste né à Sogamoso.
- José Jaime González (1968-) : cycliste né à Sogamoso.
- Iván Parra (1975-) : cycliste né à Sogamoso.
- Andrés Martínez (1988-) : cycliste né à Sogamoso.

## Relations internationales

### Jumelage
La ville de Sogamoso est jumelée avec les villes suivantes :
- Manchester, Royaume-Uni